# قائمة جوائز كأس العالم
جوائز كأس العالم لكرة القدم هي مجموعة من الجوائز يتم منحها عقب نهاية كل بطولة، يقوم الاتحاد الدولي لكرة القدم بتوزيع الجوائز على اللاعبين والمنتخبات الذين شاركوا فيها، حالياً هناك 6 فئات من الجوائز:
- الكرة الذهبية: لأفضل لاعب في البطولة (تعرف حاليًا باسم كرة آديداس الذهبية).[3] هناك أيضًا الكرة الفضية والبرونزية للاعبين المركز الثاني والثالث الأكثر تميزًا في البطولة.
- الحذاء الذهبي: لهداف البطولة، ومنحت لأول مرة في عام 1930 (تعرف حاليًا باسم حذاء آديداس الذهبي).[4]
- القفاز الذهبي: لأفضل حارس مرمى، منحت لأول مرة في عام 1994.[5]
- أفضل لاعب شاب: لأفضل لاعب شاب تحت 21 سنة، منحت لأول مرة في عام 2006 (تعرف حاليًا باسم جائزة هيونداي لأفضل لاعب شاب).[6]
- اللعب النظيف: للفريق صاحب أقل عدد من البطاقات، منحت لأول مرة في عام 1970.[6]
- فريق البطولة: يتم اختيار أفضل 11 لاعب ممتع، من خلال استطلاع لرأي الجمهور، منحت لأول مرة في عام 1994.[6]

## الكرة الذهبية
تقدم هذه الجائزة إلى أفضل لاعب في البطولة، تقوم الفيفا من خلال اللجنة الفنية أثناء البطولة بعمل قائمة مختصرة لأفضل اللاعبين أداءً خلال البطولة، ثم يقوم ممثلو الإعلام بالتصويت عليها، يحصل صاحب المركز الثاني على الحذاء الفضي والثالث على الحذاء البرونزي، ويتم تكريم الفائز في مراسم التتويج بعد انتهاء المباراة النهائية، كانت هذه الجائزة تسمى منذ عام 1930 بجائزة أفضل لاعب في البطولة وكانت تمنح للاعب واحد فقط وبداية من عام 1982 أصبحت تسمى الكرة الذهبية، وتقوم شركتي أديداس وفرانس فوتبول برعايتها حتى الآن.
| كأس العالم            | الكرة الذهبية     | الكرة الفضية         | الكرة البرونزية     |
| --------------------- | ----------------- | -------------------- | ------------------- |
| الأوروغواي 1930       | خوسيه ناسازي      | غييرمو ستابيلي       | خوسيه أندرادي       |
| إيطاليا 1934          | جوزيبي مياتسا     | ماتياس زينديلار      | أولدريتش نييدلي     |
| فرنسا 1938            | ليونيداس دا سيلفا | سيلفيو بيولا         | غيورغي شاروشي       |
| البرازيل 1950         | زي زينهو          | خوان ألبرتو سيكافينو | ألديمير مينديز      |
| سويسرا 1954           | بوشكاش            | ساندور كوتشيس        | فريتز فالتر         |
| السويد 1958           | ديدي              | بيليه                | جاست فونتين         |
| الشيلي 1962           | جارينشا           | يوسيف ماسوبست        | ليونيل سانشيز       |
| إنجلترا 1966          | بوبي تشارلتون     | بوبي مور             | أوزيبيو             |
| المكسيك 1970          | بيليه             | غيرسون               | جيرد مولر           |
| ألمانيا الشرقية 1974  | يوهان كرويف       | فرانز بيكنباور       | كازيميرز دينيا      |
| الأرجنتين 1978        | ماريو كيمبس       | باولو روسي           | ديرسو               |
| إسبانيا 1982          | باولو روسي        | فالكاو               | كارل هاينز رومينيغه |
| المكسيك 1986          | مارادونا          | هارالد شوماخر        | بريبن إلكيير لارسن  |
| إيطاليا 1990          | سكيلاتشي          | لوثار ماثيوس         | مارادونا            |
| الولايات المتحدة 1994 | روماريو           | روبيرتو باجيو        | خريستو ستويتشكوف    |
| فرنسا 1998            | رونالدو           | دافور شوكر           | ليليان تورام        |
| كوريا واليابان 2002   | أوليفر كان        | رونالدو              | هونغ ميونغ بو       |
| ألمانيا 2006          | زين الدين زيدان   | فابيو كانافارو       | أندريا بيرلو        |
| جنوب إفريقيا 2010     | دييغو فورلان      | ويسلي شنايدر         | دافيد فيا           |
| البرازيل 2014         | ليونيل ميسي       | توماس مولر           | آريين روبن          |
| روسيا 2018            | لوكا مودريتش      | إدين هازارد          | أنطوان غريزمان      |
| قطر 2022              | ليونيل ميسي       | كيليان مبابي         | لوكا مودريتش        |

## الحذاء الذهبي
هي جائزة تخصص للاعبين الذي أحرزوا أكبر عدد من الأهدف خلال كل بطولة من بطولات كأس العالم، بدأ تقديم هذه الجائزة عام 1982 تحت مسمى حذاء ذهبي، وفي عام 2010 أصبحت جائزة «الحذاء الذهبي» ويتم تخصيصها لأكثر ثلاثة لاعبين إحرازًا للأهداف.
في بطولة عام 1994 تم وضع قوانين تحدد ترتيب المراكز إذا تساوى أكثر من لاعب في عدد الأهداف، حيث تحسم وفقًا لعدد المرات التي صنع فيها أهدافًا لغيره (assist)، والتي تحتسب من قبل اللجنة الفنية للفيفا التي تحدد أسماء اللاعبين الذين ساهموا في صناعة الهدف،  وبداية من عام 2006 وُضع قانون جديد لحسم تساوي الأهداف، حيث الأفضلية تكون للاعب الذي استغرق وقتاً أطول في اللعب من بين الآخرين خلال مدة البطولة.
| البطولة                    | أعلى هداف                                                                 | الأهداف | المركز الثاني                           | الأهداف | المركز لثالث                                                | الأهداف |
| -------------------------- | ------------------------------------------------------------------------- | ------- | --------------------------------------- | ------- | ----------------------------------------------------------- | ------- |
| كأس العالم لكرة القدم 1930 | غييرمو ستابيلي                                                            | 8       | بيدرو سيا                               | 5       | بيرت باتينود                                                | 4       |
| كأس العالم لكرة القدم 1934 | أولدريتش نييدلي                                                           | 5(1)    | إدموند كونين أنجيلو سكيافيو             | 4       | لا يوجد                                                     |         |
| كأس العالم لكرة القدم 1938 | ليونيداس دا سيلفا                                                         | 8(2)    | غيورغي شاروشي جايلا شينجلر سيلفيو بيولا | 5       | لا يوجد                                                     |         |
| كأس العالم لكرة القدم 1950 | ألديمير مينديز                                                            | 8(3)    | أوسكار ميجويز                           | 5       | أليسيدس غيغيا فراشيسكو ارومبيرو استانيسليو باسورا تلمو ثارا | 4       |
| كأس العالم لكرة القدم 1954 | ساندور كوتشيس                                                             | 11      | جوزيف هوجي ماكس مارلوك إيريك بروبوست    | 6       | لا يوجد                                                     |         |
| كأس العالم لكرة القدم 1958 | جاست فونتين                                                               | 13      | بيليه هيلموت ران                        | 6       | لا يوجد                                                     |         |
| كأس العالم لكرة القدم 1962 | فلوريان ألبرت فالنتين إيفانوف غارينشيا فافا درازين يركوفيتش ليونيل سانشيز | 4       | لا يوجد                                 |         | لا يوجد                                                     |         |
| كأس العالم لكرة القدم 1966 | أوزيبيو                                                                   | 9       | هيلموت هاير                             | 6       | فالييري بوركوجان جيوف هورست فرينيك بيني فرانتس بكنباور      | 4       |
| كأس العالم لكرة القدم 1970 | غيرد مولر                                                                 | 10      | جارزينيو                                | 7       | توفيلو كوبيلاس                                              | 5       |
| كأس العالم لكرة القدم 1974 | غجيغوج لاتو                                                               | 7       | أندري زارماخ يوهان نيسكينز              | 5       | لا يوجد                                                     |         |
| كأس العالم لكرة القدم 1978 | ماريو كيمبس                                                               | 6       | توفيلو كوبيلاس                          | 5       | روب رينسينبرينك                                             | 5       |

| البطولة         | الحذاء الذهبي                     | الأهداف | الحذاء الفضي                             | الأهداف    | الحذاء البرونزي      | الأهداف    |
| --------------- | --------------------------------- | ------- | ---------------------------------------- | ---------- | -------------------- | ---------- |
| كأس العالم 1982 | باولو روسي                        | 6       | كارل-هاينتس رومنيغه                      | 5          | زيكو                 | 4          |
| كأس العالم 1986 | غاري لينيكر                       | 6       | إيميليو بوتراغينيو كاريكا دييغو مارادونا | 5          | لا يوجد              | لا يوجد    |
| كأس العالم 1990 | سالفاتوري سكيلاتشي                | 6       | توماس سكوهارفي                           | 5          | روجيه ميلا           | 4          |
| كأس العالم 1994 | أوليغ سالينكو(4) خريستو ستويتشكوف | 6       | لا يوجد(5)                               | لا يوجد(5) | كينت أندرسون روماريو | 5(6)       |
| كأس العالم 1998 | دافور شوكر                        | 6       | غابرييل باتيستوتا كريستيان فييري         | 5          | لا يوجد(7)           | لا يوجد(7) |
| كأس العالم 2002 | رونالدو                           | 8(8)    | ميروسلاف كلوزه ريفالدو                   | 5          | لا يوجد(7)           | لا يوجد(7) |
| كأس العالم 2006 | ميروسلاف كلوزه                    | 5       | هرنان كرسبو                              | 3(9)       | رونالدو              | 3(9)       |

| البطولة         | الحذاء الذهبي  | الأهداف | الحذاء الفضي   | الأهداف | الحذاء البرونزي | الأهداف |
| --------------- | -------------- | ------- | -------------- | ------- | --------------- | ------- |
| كأس العام 2010  | توماس مولر     | 5(10)   | دافيد فيا      | 5(10)   | ويسلي سنايدر    | 5(10)   |
| كأس العالم 2014 | خاميس رودريغيز | 6       | توماس مولر     | 5       | نيمار           | 4(11)   |
| كأس العالم 2018 | هاري كين       | 6       | أنطوان غريزمان | 4       | روميلو لوكاكو   | 4       |
| كأس العالم 2022 | كيليان مبابي   | 8       | ليونيل ميسي    | 7       | أوليفيه جيرو    | 4       |

ملاحظات
1 قامت الفيفا باختيار أولدريتش نييدلي والذي كان لديه 4 أهداف فقط، لكن في نوفمبر 2006 قامت الفيفا باحتساب هدف خامس له ليصبح في المركز الأول يليه أنجيلو سكيافيو لاعب منتخب إيطاليا وإدموند كونين لاعب منتخب ألمانيا.
2 الفيفا قامت باحتساب 8 أهداف للاعب ليونايدس، لكن في نوفمبر 2006 أقرت الفيفا أن مباراة ربع النهائي أمام تشيكوسلوفاكيا تم تسجيل هدف واحد فقط له، مما يعني أن عدد الأهداف المسجلة له رسميا هو 7 أهداف.
3 كان هناك جدل يتعلق بعدد أهداف اللاعب البرازيلي أدمير في بطولة عام 1950، وذلك نتيجة لنقص البيانات حول المباراة الختامية بين البرازيل وإسبانيا التي انتهت 6- 1 لصالح البرازيل، الهدف الخامس كان محتسب للاعب جاير، لكن فيما بعد تم احتساب الهدف لصالح أدمير.
4 سالينكو هو اللاعب الوحيد الذي فاز بلقب الهداف لرغم أن فريقه تم إقصاءه من دور المجموعات، حيث سجل 6 أهداف.
5 بسبب تعادل كلاً من سالينكو وسكوتشوف في عدد الأهداف وعدد صناعة الأهداف، تم إحتساب الجائزة مناصفة بين الإثنين.
6 كان اللاعبان روماريو وأندرسون لديهم نفس رصيد الأهداف لدى اللاعبان (يورغن كلينسمان وروبرتو باجو)، لكنهما تفوقا عليهما في عدد صناعة الأهداف بواقع 3 مرات لكل منهما ولذلك تم احتساب الحذاء البرونزي لهما.
7 كان اللاعبان لديهما نفس عدد الأهدف ونفس عدد مرات صناعة أهداف، لذلك حصل الإثنين على الحذاء الفضي مناصفة بينهما.
8 خلال البطولة وبعد انتهاء مباراة البرازيل مع كوستاريكا، كان رونالدو قد قدم شكوى رسمية بسبب احتساب أحد أهدافه كـهدف عكسي لصالح اللاعب المنافس، وقامت الفيفا بعدها باحتساب الهدف لصالحه.
9 3 لاعبين كانوا قد أحرزوا 3 أهداف وصنعوا هدف واحد وهما: رونالدو وكريسبو وزيدان، ولذلك تم احتساب الأفضلية وفقاً لأقل وقت لعبه كل لاعب خلال البطولة، وكانت النتيجة: 308 دقيقة لكريسبو و411 لرونالدو و559 لزيدان، ولذلك تم منح الحذاء الفضي لكريسبو، والبرونزي لرونالدو.
10 كان اللاعبون: مولر ودافيد فيا وويسلي سنايدر ودييغو فورلان متساويين بخمسة أهداف، لكن مولر كان يمتلك عدد أكبر من صناعة الأهداف بواقع 3 مرات بينما الأخرين كان صنعوا هدف واحد فقط، وتم احتساب الحذاء الفضي لديفيد فيا بسبب أنه لعب وقت أقل من شنايدر، وفاز شنايدر بالحذاء البرونزي لكونه لعب وقت أقل من فورلان.
11 كان اللاعبون: نيمار وليونيل ميسي وروبين فان بيرسي لديهم 4 أهداف خلال البطولة ونفس عدد مرات صناعة الأهداف، وحاز اللاعب نيمار على الحذاء البرونزي بعد أن تبين أنه لعب وقت أقل من الإثنين الأخرين.
12 أوليفيه جيرو لعب دقائق أقل من اللاعب جوليان ألفاريز ولذلك تم اختياره للحذاء البرونزي.

## القفاز الذهبي
تمنح هذه الجائزة لأفضل حارس مرمى في كل بطولة. قبل عام 1994 لم تكن هناك جائزة رسمية مخصصة للحراس، بل كان أفضل حارس في البطولة يُكرّم بأن يُختار ضمن تشكيلة فريق البطولة (فريق كل النجوم)، وقدمت الجائزة لأول مرة عام 1994 باسم الحارس السوفيتي ليف ياشين تكريمًا له، وتمنح هذه الجائزة من قبل اللجنة الفنية التابعة للفيفا لأفضل الحراس في الأداء والمستوى، وبالرغم من أن حراس المرمى لهم جائزة مخصصة، إلا أن هذا لا يمنع من ترشحهم لجائزة الكرة الذهبية كما حدث مع الحارس الألماني أوليفر كان الذي أحرز القفاز الذهبي والكرة الذهبية في كأس العالم عام 2002.
| كأس العالم           | الحارس الذي اختير ضمن فريق البطولة |
| -------------------- | ---------------------------------- |
| الأوروغواي 1930      | إنريكي باليستيروس                  |
| إيطاليا 1934         | ريكاردو زامورا                     |
| فرنسا 1938           | فرانتيشيك بلانيتشكا                |
| البرازيل 1950        | روكي ماسبولي                       |
| سويسرا 1954          | جيولا غروسيكس                      |
| السويد 1958          | هاري غريغ                          |
| تشيلي 1962           | فيليام ستشرويف                     |
| إنجلترا 1966         | غوردون بانكس                       |
| المكسيك 1970         | لاديسلاو مازوركيفيتش               |
| ألمانيا الغربية 1974 | سيب ماير                           |
| الأرجنتين 1978       | أوبالدو فيلول                      |
| إسبانيا 1982         | دينو زوف                           |
| المكسيك 1986         | جين ماري بفاف                      |
| إيطاليا 1990         | سيرجيو غويكوشيا                    |

جائزة ياشين والتي بدأ منحها عام 1994.
| كأس العالم            | الفائز بجائزة ليف ياشين |
| --------------------- | ----------------------- |
| الولايات المتحدة 1994 | ميشيل برودهوم           |
| فرنسا 1998            | فابيان بارتيز           |
| كوريا/اليابان 2002    | أوليفر كان              |
| ألمانيا 2006          | جيانلويجي بوفون         |

| كأس العالم        | الفائز بجائزة القفاز الذهبي |
| ----------------- | --------------------------- |
| جنوب إفريقيا 2010 | إيكر كاسياس                 |
| البرازيل 2014     | مانويل نوير                 |
| روسيا 2018        | تيبو كورتوا                 |
| قطر 2022          | إيميليانو مارتينيز          |

## جائزة أفضل لاعب شاب
هي جائزة تمنح لأفضل لاعب شاب (لا يزيد عمره عن 21 عام) خلال كل بطولة من بطولات كأس العالم، قدمت هذه الجائزة لأول مرة عام 1958 كجائزة شرفية وكان يتم اختيار الفائز عن طريق الفيفا حتى عام 2002، وفي عام 2006 تم إقرار الجائزة بشكل رسمي من قبل الاتحاد الدولي لكرة القدم، ويتم اختيار الفائز من خلال التصويت عبر الإنترنت،  استطاع ثلاثة لاعبون فقط في تاريخ البطولة حسم هذه الجائزة بنسب تجاوزت 61% من عدد الأصوات، وهم: بيليه في بطولة 1958، وتوفيلو كوبيلاس في بطولة 1970، ومايكل أوين في بطولة 1998.
| كأس العالم            | اللاعب الشاب    | العمر |
| --------------------- | --------------- | ----- |
| السويد 1958           | بيليه           | 17    |
| تشيلي 1962            | فلوريان ألبرت   | 20    |
| إنجلترا 1966          | فرانز بيكنباور  | 20    |
| المكسيك 1970          | توفيلو كوبيلاس  | 21    |
| ألمانيا الغربية 1974  | فلاديسلاو زمودا | 20    |
| الأرجنتين 1978        | أنتونيو كابريني | 20    |
| إسبانيا 1982          | مانويل أموروز   | 21    |
| المكسيك 1986          | إنزو سكيفو      | 20    |
| إيطاليا 1990          | روبرت بروزينيكي | 21    |
| الولايات المتحدة 1994 | مارك أوفرمارس   | 21    |
| فرنسا 1998            | مايكل أوين      | 18    |
| كوريا/اليابان 2002    | لاندون دونوفان  | 20    |

جائزة أفضل لاعب شاب بعد إقرارها رسميًا عام 2006 وأصبح اسمها «جائزة هيونداي لأفضل لاعب شاب».
| كأس العالم        | أفضل لاعب الشاب | العمر |
| ----------------- | --------------- | ----- |
| ألمانيا 2006      | لوكاس بودولسكي  | 21    |
| جنوب إفريقيا 2010 | توماس مولر      | 20    |
| البرازيل 2014     | بول بوغبا       | 21    |
| روسيا 2018        | كيليان مبابي    | 19    |
| قطر 2022          | اينزو فرنانديز  | 21    |

## جائزة اللعب النظيف
تمنج جائزة اللعب النظيف لأكثر منتخب يسجل أقل عدد من البطاقات والمخالفات خلال كل بطولة من بطولات كأس العالم، ويتم منحها للفرق التي تتجاوز دور المجموعات، يحصل الفريق الفائز على تمثال وشهادة تقدير وجائزة مالية تقدر بخمسين ألف دولار.
بدأ ظهور هذه الجائزة عام 1982 وكانت الجائزة تمنح من قبل مجلة «سبورت بيلي» الرياضية وكانت منتخب بيرو أول فريق يحصل عليها في بطولة 1970 حيث لم يسجل أي بطاقات صفراء أو حمراء خلال هذه البطولة، واستمرت رعاية المجلة للجائزة حتى بطولة 1990، وبداية من بطولة 1994 قامت الفيفا برعاية الجائزة رسميًا وتمنحها للفريق الفائز عقب نهائية كل بطولة.
| كأس العالم            | المنتخب الفائز بجائزة اللعب النظيف |
| --------------------- | ---------------------------------- |
| المكسيك 1970          | بيرو                               |
| الأرجنتين 1978        | الأرجنتين                          |
| إسبانيا 1982          | البرازيل                           |
| المكسيك 1986          | البرازيل                           |
| إيطاليا 1990          | إنجلترا                            |
| الولايات المتحدة 1994 | البرازيل                           |
| فرنسا 1998            | إنجلترا · فرنسا                    |
| كوريا/اليابان 2002    | بلجيكا                             |
| ألمانيا 2006          | البرازيل · إسبانيا                 |
| جنوب إفريقيا 2010     | إسبانيا                            |
| البرازيل 2014         | كولومبيا                           |
| روسيا 2018            | إسبانيا                            |
| قطر 2022              | إنجلترا                            |

## جائزة فريق البطولة
جائزة فريق البطولة أو فريق كل النجوم (All-Star Team) هي تشكيلة فريق يتم اختيارها من بين أفضل اللاعبين في الأداء والمهارة خلال البطولة، وتختارهم لجنة فنية من الفيفا مكونة من صحفيين من أوروبا وأمريكا الجنوبية وخبراء في كرة القدم، وبدأت شركة ماستر كارد برعاية الجائزة بدأ من بطولة 1994 حتى توقفت عام 2006، وقامت بعدها شركة ينجلي برعايتها من خلال الموقع الرسمي للفيفا وسميت الجائزة «فريق الأحلام».
كان نظام الاختيار في البداية يعتمد على اختيار 11 لاعب بواقع لاعب واحد في كل المركز، وبداية من بطولة عام 1994 تم اختيار مدرب ضمن التشكيلة، وتم السمح باختيار أكثر من لاعب في نفس المركز بشرط ألا يتجاوز عدد اللاعبين عن 16 لاعب، يتم اختيار 11 منهم كأساسيين والباقي يصنف كاحتياطي.
| البطولة              | حارس المرمى                       | الدفاع                                                           | الوسط                                                    | الهجوم                                                                     |
| -------------------- | --------------------------------- | ---------------------------------------------------------------- | -------------------------------------------------------- | -------------------------------------------------------------------------- |
| أوروغواي 1930        | إنريكي باليستيروس                 | خوسيه ناسازي ميليوتين إفكوفيتش                                   | لويس مونتي ألفارو غيستيدو خوسيه أندرادي                  | بيدرو سيا هيكتور كاسترو هيكتور سكاروني غييرمو ستابيلي بيرت باتينود         |
| إيطاليا 1934         | ريكاردو زامورا                    | خاسينتو كينكوثيس إرالدو مونزيليو                                 | لويس مونتي أتيليو فيراريس ليوناردو سيلاورين              | جوزيبي مياتزا رايموندو أورسي إنريكو غوايتا ماتياس زينديلار أولدريتش نييدلي |
| فرنسا 1938           | فرانتيشيك بلانيتشكا               | بيترو رافا ألفريدو فوني دومنغوس دا خيا                           | ميشيل أندرليلو أوغو لوكاتيلي                             | سيلفيو بيولا جينو كولاوسي غيورغي شاروشي جوايلا غرمينتيتش ليونيداس دا سيلفا |
| البرازيل 1950        | روكي ماسبولي                      | إريك نيلسون خوسية باررا فيكتور أندرادي                           | أوبدوليو فاريلا باور أليسيدس غيغيا Jair                  | زي زينهو ألديمير مينديز خوان ألبرتو سيكافينو                               |
| سويسرا 1954          | جيولا غروسيكس                     | إرنست أوكورك جيلما سانتوس خوسية سانتاماريا                       | فريتز فالتر جوزيف بوشيك ناندور هيديكوتي زولتان تشيبور    | هيلموت ران فيرينتس بوشكاش ساندور كوتشيس                                    |
| السويد 1958          | هاري غريغ                         | جيلما سانتوس بليني نيلتون سانتوس                                 | داني بلانشفلاور ديدي غونار غرين ريموند كوبا              | بيليه غارينشيا جاست فونتين                                                 |
| تشيلي 1962           | فيليام ستشرويف                    | جيلما سانتوس تشيزاري مالديني فاليري فورونين كارل هينز شنيلينجير  | ماريو زاغالو\|زاغالو زيتو يوسيف ماسوبست                  | فافا غارينشيا ليونيل سانشيز                                                |
| إنجلترا 1966         | غوردون بانكس                      | جوريج كوهن بوبي مور فيسنتي لوكاس سيلفيو مارزالوني                | فرانتس بكنباور ماريو كولونا بوبي تشارلتون                | فلوريان ألبرت أوفه زيلر أوزيبيو                                            |
| المكسيك 1970         | لاديسلاو مازوركيفيتش              | كارلوس ألبرتو توريس أتيليلو أنيشتا فرانتس بكنباور جاشينتو فاكيتي | غيرسون ريفيلينو بوبي تشارلتون                            | بيليه غيرد مولر جارزينيو                                                   |
| ألمانيا الغربية 1974 | سيب ماير                          | بيرتي فوغتس رود كرول فرانتس بكنباور بول برايتنر                  | ولفغانغ أوفراث كازيميرز دينيا يوهان نيسكينز              | روب رينسينبرينك يوهان كرويف غجيغوج لاتو                                    |
| الأرجنتين 1978       | أوبالدو فيلول                     | بيرتي فوغتس رود كرول دانييل باساريلا ألبيرتو تاراتيني            | ديرسو توفيلو كوبيلاس روب رينسينبرينك                     | روبيرتو بيتيغا باولو روسي ماريو كيمبس                                      |
| إسبانيا 1982         | دينو زوف                          | لويز كارلوس فرييرا جونيور كلاوديو جينتيلي فولفيو كولوفاتي        | زبيغنيو بونيك فالكاو ميشيل بلاتيني زيكو                  | باولو روسي كارل-هاينتس رومنيغه                                             |
| المكسيك 1986         | جان ماري بفاف                     | جوزيمار مانويل أموروز خوليو سيزار                                | جان كويلمانس جان تيغانا ميشيل بلاتيني دييغو مارادونا     | بريبن إلكيير لارسن إيميليو بوتراغينيو غاري لينيكر                          |
| إيطاليا 1990         | سيرجيو جويكوشا لويس جاليبو حونيجو | أندرياس بريمه باولو مالديني فرانكو باريزي                        | دييغو مارادونا لوثار ماثيوس دراغان ستويكوفتش بول غاسكوين | سالفاتوري سكيلاتشي روجيه ميلا يورغن كلينسمان                               |

| البطولة               | حارس المرمى                             | الدفاع                                                                                         | الوسط                                                                                        | الهجوم                                                         |
| --------------------- | --------------------------------------- | ---------------------------------------------------------------------------------------------- | -------------------------------------------------------------------------------------------- | -------------------------------------------------------------- |
| الولايات المتحدة 1994 | ميشيل برودهوم                           | جورجينيو مارسيو سانتوس باولو مالديني                                                           | دونغا كرازمير بالاكوف جورجي هاجي توماس برولين                                                | روماريو خريستو ستويتشكوف روبرتو باجو                           |
| فرنسا 1998            | فابيان بارتيز خوسيه لويس تشيلافيرت      | روبرتو كارلوس مارسيل ديساييه ليليان تورام فرانك ديبور كارلوس غامارا                            | دونغا ريفالدو مايكل لاودروب زين الدين زيدان إدغار ديفيدز                                     | رونالدو دافور شوكر براين لاودروب دينيس بيركامب                 |
| كوريا/اليابان 2002    | أوليفر كان رشدي رتشبر                   | روبرتو كارلوس سول كامبل فرناندو هييرو هونغ ميونغ بو ألباي أوزلان                               | ريفالدو رونالدينيو مايكل بالاك كلاديو رينا يونج سول شول                                      | رونالدو ميروسلاف كلوزه الحجي ضيوف حسن شاش                      |
| ألمانيا 2006          | جانلويجي بوفون ينس ليمان ريكاردو باريرا | روبيرتو أيالا جون تيري ليليان تورام فيليب لام فابيو كانافارو جانلوكا زامبروتا ريكاردو كارفاليو | زي روبرتو باتريك فييرا زين الدين زيدان مايكل بالاك أندريا بيرلو جنارو غاتوزو لويس فيغو مانيش | هرنان كرسبو تييري هنري ميروسلاف كلوزه لوكا توني فرانشيسكو توتي |

| البطولة           | حارس المرمى | المدافعين                                     | خط الوسط                                                        | مهاجمين                                 | المدرب           |
| ----------------- | ----------- | --------------------------------------------- | --------------------------------------------------------------- | --------------------------------------- | ---------------- |
| جنوب أفريقيا 2010 | إيكر كاسياس | فيليب لام سيرخيو راموس كارليس بويول مايكون    | تشافي هيرنانديز باستيان شفاينشتايغر ويسلي سنايدر أندريس إنييستا | دافيد فيا دييغو فورلان                  | فيسنتي ديل بوسكي |
| البرازيل 2014     | مانويل نوير | مارسيليو ماتس هوملز تياغو سيلفا دافيد لويز    | أنخيل دي ماريا توني كروس خاميس رودريغيز                         | ليونيل ميسي توماس مولر نيمار            | يواخيم لوف       |
| روسيا 2018        | تيبو كورتوا | رافاييل فاران تياغو سيلفا دييغو غودين مارسيلو | لوكا مودريتش فيليبي كوتينيو كيفين دي بروين                      | كيليان مبابي هاري كين كريستيانو رونالدو |                  |

ونظراً لأن الفيفا لم تعلن عن وجود تشكيلة رسمية 2014، تم إنشاء «قائمة كاسترول للأداء» والتي تختار اللاعبين وفقاً للإحصائيات والأرقام.
| البطولة       | حارس المرمى | الدفاع                                           | الوسط                                     | الهجوم                |
| ------------- | ----------- | ------------------------------------------------ | ----------------------------------------- | --------------------- |
| البرازيل 2014 | مانويل نوير | ماركوس روخو ماتس هوملز تياغو سيلفا ستيفان دي فري | أوسكار توني كروس فيليب لام خاميس رودريغيز | آريين روبن توماس مولر |

| البطولة    | حارس المرمى | الدفاع                                                | الوسط                                      | الهجوم                              |
| ---------- | ----------- | ----------------------------------------------------- | ------------------------------------------ | ----------------------------------- |
| روسيا 2018 | تيبو كورتوا | أندرياس غرانكفيست رافاييل فاران تياغو سيلفا ياري مينا | دينيس تشيريشيف فيليبي كوتينيو لوكا مودريتش | هاري كين إدين هازارد أنطوان غريزمان |

## هدف البطولة
| كأس العالم        | اللاعب         | سجله ضد    | م.     |
| ----------------- | -------------- | ---------- | ------ |
| ألمانيا 2006      | ماكسي رودريغيز | المكسيك    | [ 56 ] |
| جنوب أفريقيا 2010 | دييغو فورلان   | ألمانيا    | [ 56 ] |
| البرازيل 2014     | خاميس رودريغيز | الأوروغواي | [ 56 ] |
| روسيا 2018        | بنجامين بافار  | الأرجنتين  | [ 56 ] |
| قطر 2022          | ريتشارليسون    | صربيا      | [ 56 ] |

## وصلات خارجية
- جوائز كأس العالم لكرة القدم- على موقع الفيفا